# أوتو هاينريش فون جيمينجن هورنبرج
أوتو هاينريش فون جيمينجن هورنبرغ Otto Heinrich von Gemmingen-Hornberg (ولد عام 1755 في هايلبرون – ومات عام 1836 في هايدلبرغ) ينتمي إلى سلالة أمراء جيمينجن. ويعتبر حتى اليوم أحد الكتاب المجهولين في فترة التنوير الألمانية في القرن الثامن عشر. وكان أيضا دبلوماسيا وماسونيا وأحد أصدقاء موتسارت المؤلف الموسيقي الشهير.
ساهم في إنشاء المسرح القومي في مدينة مانهايم الذي افتتح في الأول من سبتمبر 1778، وصنع اسمه من خلال النقد المسرحي الذي كان يلقى الإعجاب من القراء. كما قام بالعديد من الترجمات المتميزة مثل بيجماليون للفرنسي روسو وريتشارد الثالث للإنجليزي شكسبير.
أما أنجح أعماله فكانت مسرحية بعنوان Der deutsche Hausvater «أب البيت الألماني» في عام 1779 والتي تميزن بصبغة سياسية، دعا فيها إلى كسر الحدود بين طبقة النبلاء والطبقة الشعبية الواسعة. وقامت المسرحية على موضوع صاغه المؤلف من قصة حب مر بها في شبابه. نجحت المسرحية نجاحا مدويا وعرضت في العديد من مدن ألمانيا وغيرها مثل برلين وميونخ وهامبورغ وفيينا وبراغ. حتى أن فريدريش شيلر قرأ المسرحية وأعجب بها كثيرا، وكتب إلى صديفه فون دالبرج: «لقد سمعت أن بارونا من جيمينجن هو مؤلف أب البيت الألماني، وإنني أعجبت بمدى براعتها وإن هذا الرجل يمتلك روحا جميلة جدا». وتأثر بها لدى كتابته مسرحية «دسيسة وحب».